# Салмијарви
Салмијарви (рус. Сальмиярви; норв. Svanevatn; фин. Salmijärvi) слатководно је ледничко језеро смештено на граници између Руске Федерације и Норвешке, односно њихових аутономних регија Мурманске области и Финмарка. Кроз језеро протиче река Патсојоки која га повезује са басеном Баренцовог мора.
Површина језерске акваторије је 32,51 км2, од чега се на територији Русије налази 23,12 км2. Површина језера лежи на надморској висини од 21 метра. Кратком протоком повезано је на истоку са акваторијом језера Куетсјарви.